# Dr. Loncho
Manuel González Cavero, conocido en el mundo artístico como Dr. Loncho o Doctor Loncho, es un artista de Hip Hop nacido en Zaragoza el 22 de diciembre de 1976. Se caracteriza por su estilo original y sarcástico, y por su camaleónica presencia en los escenarios.

## Biografía
Tras dos maquetas "Alter Ego Records" ( 2000) y "Evolución" ( 2002 ) fundó junto a Sergio Aragón Belmonte ( Dj Grime ) el sello discográfico Alter Ego Records, con el que editaron el recopilatorio "Zaragoza Realidad" 2003 en el que había temas inéditos de Violadores del Verso, Rapsusklei, Sharif , Cloaka Company, Dani Ro y otros artistas representativos de Zaragoza. A finales de ese año recibieron el Premio "A la Difusión de la Música Aragonesa" que otorgan "Los Premios de la Música Aragonesa".
En 2004 edita su primer LP "El Jesucristo de Las Películas" bajo el sello madrileño LAM records donde estaban sus paisanos Dani Ro y Rapsusklei. En 2005 tras actuar en el festival Viñarock aparece en el recopilatorio "Viñarap 05" del sello Latin Records. Durante 2005 y 2006 realizó una gira nacional cuyo nombre fue "Rapasedio Epico Tour" junto a los miembros de Cloaka Company Fuethefirst y Erik Beeler En 2007 debutó en el festival Internacional de Músicas del Mundo Pirineos Sur como Dr. Loncho y dos años más tarde en 2009 volvería con el proyecto de cooperación internacional "La Mirada del Otro" junto a un conglomerado de músicos europeos y africanos.
A finales de 2008 edita su segundo LP en solitario "El fantasma de las Ojeras", una especie de Opera Rap que tenía una presentación en la que además del CD incluía un cómic, donde se narra una historia de misterio. 
Tras varios años dedicándose exclusivamente al rap, en 2010 Dr Loncho se fusionó con la banda de música garage, Shepherd`s Bush para formar The Soul Brothers, donde fusiona música negra clásica, además de rock, soul, jazz y funk con el propio rap. Con esta agrupación, y bajo el sello Blackula Records, editó "La Casa Del Soul Naciente"
Su último trabajo hasta la fecha es el Maxi "El Libro de La Vida" con el que ganó el premio al Mejor E.P de Aragón en los "Premios de la Música Aragonesa" de 2014 Actualmente se encuentra trabajando en varios proyectos, musicales, literarios y en el área de la nueva educación.

## Curiosidades
Es amante del baloncesto NBA, llegando a ser el único artista que ha actuado en directo dentro del programa de Canal + , "Generación NBA +" con su tema "I Love This Game" para la programación del All Star Weekend. También ha colaborado escribiendo artículos para la web especializada "Basket 4 Us", además de escribir un relato para el libro de baloncesto "Transiciones Rápidas" editado en 2016 por Comuniter.

## Discografía
Trabajos Propios
- Alter Ego (Maqueta, 2001)
- Evolución (Maqueta, 2003)
- El Jesucristo de las Películas (LAM Records, 2004)
- El Fantasma de las Ojeras (Alter Ego Records, 2009)
- La Casa del Soul Naciente (Blackula Records, 2010)
- El Libro de la Vida (Alter Ego, 2013)
- Serpens caput (Alter Ego, 2018)

Colaboraciones y otros:
- Zaragoza Realidad VV.AA (Alter Ego Records, 2003)
- Esencia Hip Hop VV.AA (El Diablo, 2005)
- Viña Rap VV.AA (Latin Records, 2005)
- Proyecto Miradas (Sello Toulouse, 2005)
- 20 Minutos Fuck Tha Posse Mixtape (Alter Ego Records, 2006)
- La Mirada del Otro / Le Regarde L`autre ( A.E /Banlieue Rhytme 2008)
- Zaragoza Tools VV.AA (Boa, 2016)